# Tự do học thuật

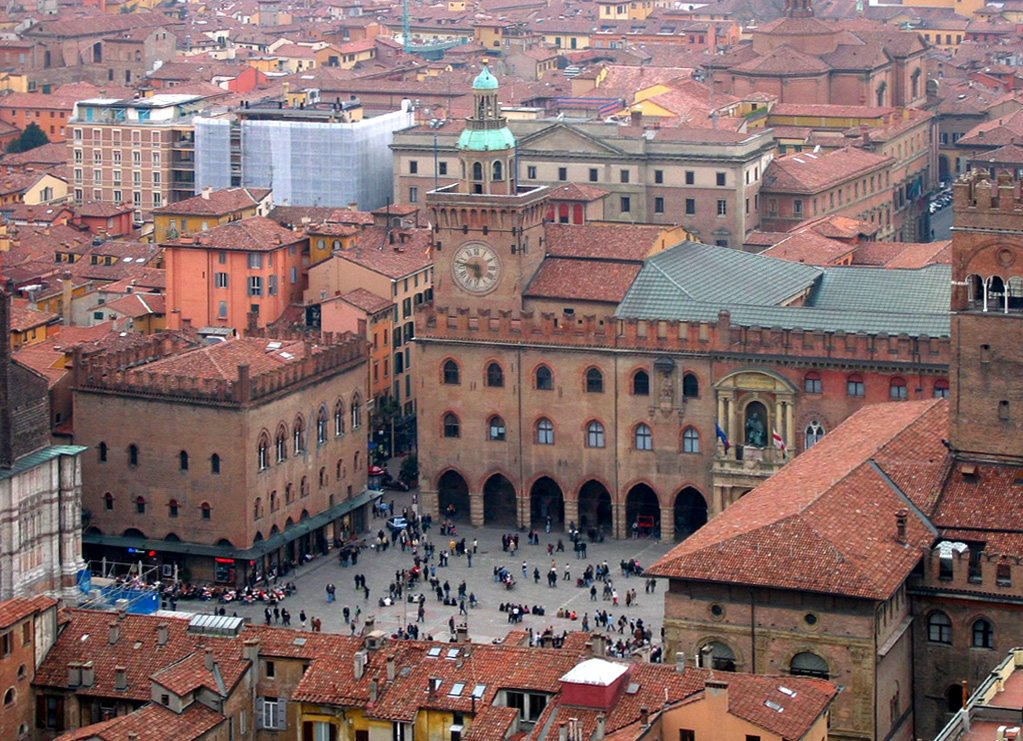
Lịch sử tự do học thuật được cho là bắt đầu với việc Viện Đại học Bologna thông qua Constitutio Habita, năm 1158 hoặc 1155, theo đó bảo đảm quyền đi lại tự do của các học giả.

Tự do học thuật là quyền tự do giảng dạy, học tập, và theo đuổi tri thức và nghiên cứu của giảng viên và sinh viên mà không bị can thiệp vô lý hay bị giới hạn bởi luật pháp, các quy định của cơ sở giáo dục, hoặc áp lực của công chúng. Những yếu tố cơ bản của tự do học thuật bao gồm quyền tự do của giảng viên trong việc tìm hiểu bất cứ chủ đề tri thức nào mà mình quan tâm; quyền trình bày những khám phá của mình cho sinh viên, đồng nghiệp, và những người khác biết; quyền công bố bằng cách xuất bản những số liệu và kết luận của mình mà không bị kiểm soát hay kiểm duyệt; và quyền giảng dạy theo cách mà mình thấy phù hợp về mặt chuyên môn. Đối với sinh viên, những yếu tố cơ bản bao gồm quyền tự do học tập và nghiên cứu những gì mình quan tâm và quyền đưa ra những kết luận của chính mình, cũng như quyền biểu đạt những ý kiến của mình. Các nước không có tự do học thuật thường được cai trị bằng cách gieo rắc nỗi sợ hãi trong xã hội và giới hàn lâm trong khi tại các nước phát triển quyền tự do học thuật được nhà nước bảo vệ vì nó được coi là nền tảng thiết yếu để phát triển tri thức và phụng sự xã hội, và do đó là trụ cột quan trọng của mọi xã hội dân chủ và văn minh. Tại các nước phát triển chính quyền kiềm chế can thiệp vào quyền tự chủ đại học và tự do học thuật vì họ biết rằng tri thức là nền tảng của sức mạnh quốc gia, đồng thời họ có niềm tin vào bản chất lành mạnh, năng lực tự quản và tự sửa sai của cộng đồng học thuật.
Theo những người ủng hộ tự do học thuật thì quyền tự do này ra đời không phải để giảng viên và sinh viên có được sự tiện lợi hay dễ chịu mà vì lợi ích của xã hội; nghĩa là, những lợi ích lâu dài xã hội được phục vụ tốt nhất khi quá trình giáo dục dẫn đến sự tiến bộ về mặt tri thức, và tri thức có thể đạt được sự tiến bộ cao nhất khi việc tìm hiểu tri thức không bị những ràng buộc từ phía nhà nước, giáo hội, những định chế hay tổ chức khác, hay từ phía các nhóm lợi ích.
Tự do học thuật không nhằm bảo vệ những hành động vi phạm luật pháp hoặc vô đạo đức trong các cơ sở học thuật.

## Lịch sử
Thời trung cổ từ thế kỷ 12-15, tại Châu Âu, các cơ sở giáo dục đại học có quyền tự quản mang tính hiệp hội nghề nghiệp, gồm quyền thành lập, kết nạp và khai trừ thành viên, cũng như tự do bầu chọn người đại diện. Những quyền tự do này được bảo trợ bởi Giáo hoàng, và sau đó là bởi các ông vua. Từ thế kỷ 17, các tác giả như Spinoza, Putendorf, Collins hay Gundling đòi hỏi "tự do triết học" (libertas philosophandi), thoát khỏi sự khống chế của thần học. Tự do học thuật bắt đầu được áp dụng tại cải cách đại học ở Halle (Đức) năm 1694, sau đó là điều lệ của phân khoa triết. Cho đến thế kỷ 18, Công giáo và Tin lành vẫn kiểm duyệt tại các trường đại học hoặc tại các khoa thần học. Tương tự ở thế kỷ 18 và 19 những nhà nước dân tộc mới xuất hiện ở Châu Âu cũng đe dọa đến quyền tự trị của các trường đại học. Các giáo sư chịu sự kiểm soát của chính quyền và chỉ được dạy những gì nhà nước cho phép, tạo ra một sức ép lên giới học thuật kéo dài đến tận ngày nay. Cũng có một vài nhà nước cho phép và khuyến khích tự do học thuật. Chẳng hạn trường đại học Leiden ở Hà Lan (thành lập năm 1575) đã cung cấp một sự tự do rất lớn khỏi những ràng buộc chính trị và tôn giáo cho giáo viên và sinh viên của họ. Đại học Göttingen (Đức) năm 1737 trở thành một ngọn hải đăng của tự do học thuật trong thế kỷ 18. Cách mạng Pháp (1789) có sự pha trộn, rồi hòa quyện giữa ý thức đặc quyền của tầng lớp ưu tú với ý thức tự do chính trị của quần chúng. Theo Kant "Trong đại học phải có một chuyên khoa giảng dạy độc lập với mệnh lệnh của nhà nước. Nó không ra lệnh, nhưng có quyền tự do phán đoán về tất cả những gì liên quan đến mối quan tâm khoa học là đi tìm chân lý". Với việc thành lập đại học Berlin năm 1811, những nguyên tắc cơ bản của tự do dạy (Lehrfreiheit) và tự do học (Lernfreiheit) đã được thiết lập vững chắc và trở thành mô hình truyền cảm hứng cho các trường đại học ở mọi nơi tại Châu Âu và Châu Mỹ.